# フィロタス (太守)
フィロタス（希：Φιλωτας、ラテン文字転記：Philotas、紀元前4世紀）は、アレクサンドロス3世に仕えたマケドニア王国の将軍である。
フィロタスはアレクサンドロス3世の東征に参加し、ソグディアナにて、スピタメネスとダタペルネスがベッソスを捕えるための部隊を要請した時に分遣された部隊のうち歩兵部隊を率いて向った。また、インドでのアスパシオイ人との戦いにおいて、アレクサンドロスが軍を三分して敵に当った時、フィロタスの歩兵部隊はプトレマイオスの部隊に組み込まれた。
紀元前323年の王の死後に開催されたバビロン会議にてフィロタスはキリキア太守の地位を得た。紀元前321年、ペルディッカスによってキリキア太守位はフィロクセノスに挿げ替えられたが、ペルディッカスの死後もフィロタスは旧ペルディッカス派に属していたことから、これは別の所で彼を働かせるためであろう。ところが、同年にペルディッカスがエジプトで殺されると、ペルディッカス派の将軍たちは討伐の対象となった。ペルディッカスの弟のアルケタスに糾合された彼らは討伐の任に当たったアンティゴノスとクレトポリスで戦ったものの敗れ、フィロタスを含むアッタロス、ドキモス、ポレモンといった諸将は捕えられた。紀元前316年、彼らはアンティゴノスの留守を見計らって暴動を起こした。彼らは1年4ヶ月もの間抵抗を続けたものの結局鎮圧され、アンティゴノスに降った。その後のフィロタスについては不明である。

## 註
1. ↑  アッリアノス, III. 29
2. ↑  ibid, IV. 24
3. ↑  ディオドロス, XVIII. 3
4. ↑  ユスティヌス, XIII. 4
5. ↑  ibid, XIII. 6
6. ↑  ディオドロス, XVIII. 45
7. ↑  ibid, XIx, 16